# Římskokatolická farnost Pavlovice
Římskokatolická farnost Pavlovice (německy Pablowitz) nedaleko Jestřebí v okrese Česká Lípa je církevní správní jednotka sdružující římské katolíky na území vesnice Pavlovice a v jejím okolí. Organizačně spadá do českolipského vikariátu, který je jedním z 10 vikariátů litoměřické diecéze. Farním kostelem je kostel Nanebevzetí Panny Marie v Pavlovicích.

## Historie farnosti

### Pavlovice
Farnost Pavlovice je poprvé připomínána ve 14. století. Podoba původního farního kostela není známa. Dnešní mohutnou podobu kostel získal v 18. století. Je to barokní stavba s věží nad vstupním průčelím a pětiboce uzavřeným presbytářem s dvěma patrovými přístavky po stranách, přičemž do jednoho dle stop v omítce vedlo vnější schodiště. V 90. letech 20. století byl kostel zdevastován. V současné době je uzavřen a probíhá vleklá rekonstrukce.
V sousedství kostela se nachází bývalá kostnice, adaptovaná počátkem 21. století na kapli. Vnitřní vybavení je moderní, na věžičce je malý zvon s elektropohonem vyzvánějící denně v podvečer. Kaple slouží bohoslužbám po dobu rekonstrukce kostela. Bohoslužby jsou v kapli vždy 15. den v měsíci, obvykle v 18.00 hod.
Budova fary naproti kostelu je barokní s poněkud sešlou fasádou. Za totality byla církvi zabavena a fungovala postupně jako bytový dům a depozitář okresního vlastivědného muzea v České Lípě. Po roce 1989 byla vrácena katolické církvi a v současné době je soukromá.

#### Zajímavost
Vypráví se o místním faráři, který zde působil začátkem 2. světové války: Když Pavlovicemi procházeli nacističtí vojáci, žádali u faráře ustájení pro koně. Farář jim odpověděl, že dobytek je mu milejší než Hitler. Zanedlouho byl zatčen, a zemřel v koncentračním táboře.

### Filiálka Drchlava
V Drchlavě se nachází původně gotický, v 18. a 19. století postupně barokně a empírově přebudovaný kostel zasvěcený sv. Mikuláši z Myry. Drchlava byla ve středověku sídlem plebanie (venkovské farnosti), která ale zanikla v roce 1573, poté byla Drchlava přifařena k Pavlovicím.
V 90. letech byl kostel, podobně jako pavlovický, zdevastován, postupně se propadla v lodi část stropu a střecha se stala chatrnou. Posléze dokonce kdosi zcela rozřezal dřevěnou trojramennou kruchtu a odvezl ji. Jeden z místních zvonů byl posléze odvezen a dodnes visí na sanktusníku kostela sv. Ondřeje v Jestřebí, druhý byl roku 1970 odvezen do Litoměřic. Na začátku 21. století se kostel pomaličku rekonstruuje.

### Filiálka Chlum
Chlum, ležící cca 3 km od Drchlavy, byl původně filiálkou farnosti Bezděz, od které se osamostatnil ve 13. století. Zdejší plebán platil tři groše papežského desátku. Kněží se zde poměrně rychle střídali. Plebanie zanikla během řádění tzv. „božích bojovníků“ v prvé polovině 15. století. Od té doby je Chlum filiálkou farnosti Pavlovice (několikráte byl krátkou dobu filiální i k jiným farám).
V dnešní podobě kostel existuje od roku 1739, pouze v 19. století byla k jeho západnímu průčelí přistavěna empírová věž, plnící úlohu zvonice. Na zvonici bývalo pět zvonů, dnes zde není ani jeden. V 90. letech 20. století byl kostel zdevastován. Od roku 2003 se opravuje a jednou měsíčně od dubna do října je zde sloužena mše svatá.

## Duchovní ve farnosti

### Duchovní správcové vedoucí farnost
Začátek působnosti jmenovaného v duchovní správě farnosti od:
- 1360 Conradus
- 1361 Bartholomeus, † 1364
- 1364 Stanislaus, † 1374
- 1371 Wenceslaus
- 1403 Nicolaus z Dubé
- 1425 Laurentius
- 1573 Gregorius Novak
- 1578 Mathias Stäler
- 1594 Bartholomeus Jerschul
- 1607 Theodor. Kraupe
- 1629 Mathias Adalbert. Heimann
- 1631-1642 ?
- 1642 Daniel Fried. Bloeci
- 1646 Joannes Püsche
- 1651 Leopoldus Hantsche
- 1653 Balthazar Ignat. Pietsch
- 1657 Martinus Leopold. Hantsch
- 1664 Gotfr. Ernest. Geissler von der Geissel
- 1668 Christophorus Dort
- 1670 Tobias Ign. Lumpe
- 1673 Ernestus Leopoldus Fischer
- 1679 Samuel Joann. Elger
- 1704 Joann. Philipp. Göhl, † 28. 9. 1716
- 1716 Ignat. Turba, † 13. 6. 1718
- 1718 Josephus Franc. Wenzel, † 13. 1. 1729
- 1729 Samuel Anton. Wenzel
- 6. 11. 1752 Ignat. Jungmann
- 1762 Anton. Weber, † 11. 5. 1782
- 1782 Georg. Zimmerhakl, † 15. 8. 1800
- 1801 par. vacat, cap. Jos. Scheiner
- 1802 Joachim. Wolffram, † 27. 1. 1807
- 1808 Josef Hocke, n. 8. 10. 1753 Neostadiens., o. 22. 2. 1777, † 28. 2. 1826
- 1827 Josef Jung, n. 10. 10. 1794 Reichenberg, o. 21. 8. 1817, † 23. 6. 1879
- 1880 par. vacat, admin.int. Wenc. Schubert
- 1881 Josef Seliger, n. 31. 1. 1840 Kortschen, o. 27. 7. 1865, † 22. 3. 1917
- 1918 Wilhelm Diebels, n. 1. 10. 1870 Vechta (D), o. 16. 7. 1905, † 18. 11. 1941
- 1. 7. 1940 par. vacat, admin. interc. Eduard Preiss
- 20. 7. 1945 Adolf Woletz
- 1. 3. 1947 Ferdinand Klinger, admin. exc. z Jestřebí
- 11. 10. 1949 Karel Petržílek
- 1. 2. 1951 Václav Červinka
- 15. 12. 1951 František Procházka
  - od roku 1954 Jaroslav Huslík (vypomáhal z Jestřebí)
- 15. 3. 1954 Leo Kašný
- 1. 10. 1958 Josef Červenka, admin. exc. z Jestřebí
- 1. 8. 1989 Václav Tschulík SDB, admin. exc. z Jestřebí
- 15. 7. 1990 Jaroslav Macoun, admin. exc. z Jestřebí
- 2000 Andrej Bakoň, admin. exc. z Jestřebí
- 2001 Josef Rousek (po autonehodě od 2. 1. 2014 admin. exc. z Jestřebí), † 9. 10. 2020
- 12. 10. 2020 Rudolf Repka, admin. exc.; od 1. 8. 2022 admin. exc. in spiritualibus ze Cvikova
  - 1. 8. 2022 Milan Mordačík, trvalý jáhen, admin. exc. in materialibus z Dubé[1]

Kromě kněží stojících v čele farnosti, působili ve farnosti v průběhu její historie i jiní kněží. Většinou pracovali jako farní vikáři, kaplani, katecheté, výpomocní duchovní aj.

### Kněží rodáci
- Josef Böhm

## Území farnosti
- Dolní Heřmánky
- Drchlava s filiálním kostelem sv. Mikuláše z Myry (původně samostatná farní obec)
- Dřevčice
- Chlum s filiálním kostelem sv. Jiří a hřbitovní kaplí (původně samostatná farní obec)
- Maršovice
- Pavlovice s farním kostelem Nanebevzetí Panny Marie a kaplí Panny Marie Sedmibolestné
- Popelov

## Římskokatolické sakrální stavby na území farnosti
| | Fotografie | Stavba                         | Místo     | Bohoslužby                      | Zeměpisné souřadnice             | Status          | Číslo kulturní památky           |
| Kostely | Kostely    | Kostely                        | Kostely   | Kostely                         | Kostely                          | Kostely         | Kostely                          |
| --- | ---------- | ------------------------------ | --------- | ------------------------------- | -------------------------------- | --------------- | -------------------------------- |
| 1. |            | Kostel Nanebevzetí Panny Marie | Pavlovice | bližší informace o bohoslužbách | 50°35′48″ s. š., 14°32′7″ v. d.  | farní kostel    | 31683/5-3201 (Pk•MIS•Sez•Obr•WD) |
| 2. |            | Kostel sv. Mikuláše            | Drchlava  | bližší informace o bohoslužbách | 50°34′40″ s. š., 14°31′32″ v. d. | filiální kostel | —                                |
| 3. |            | Kostel sv. Jiří                | Chlum     | bližší informace o bohoslužbách | 50°34′39″ s. š., 14°33′44″ v. d. | filiální kostel | 20434/5-2987 (Pk•MIS•Sez•Obr•WD) |
| Některé drobné sakrální stavby a pamětihodnosti lze dohledat zde v databázi Drobné sakrální památky Zaniklé sakrální stavby lze dohledat zde v databázi Poškozené a zničené kostely, kaple a synagogy v České republice |            |                                |           |                                 |                                  |                 |                                  |

Ve farnosti se mohou nacházet i další drobné sakrální stavby, místa římskokatolického kultu a pamětihodnosti, které neobsahuje tato tabulka.

## Příslušnost k farnímu obvodu
Z důvodu efektivity duchovní správy byl vytvořen farní obvod (kolatura), ze které je farnost spravována excurrendo. Přehled těchto kolatur je v tabulce farních obvodů českolipského vikariátu.